# Gergely Siklósi
Gergely Siklósi (Tapolca, 4 settembre 1997) è uno schermidore ungherese, specializzato nella spada.

## Palmarès
- Olimpiadi

Tokyo 2020: argento nella spada individuale.
Parigi 2024: oro nella spada a squadre.
- Mondiali

Budapest 2019: oro nella spada individuale.
Tbilisi 2025: argento nella spada individuale e nella spada a squadre.
- Europei

Düsseldorf 2019: bronzo nella spada a squadre.
Basilea 2024: argento nella spada individuale.
Genova 2025: bronzo nella spada individuale.
- Giochi europei

Cracovia 2023: oro nella spada a squadre.
- Universiadi

Taipei 2017: argento nella spada a squadre.